# Barbara Neymeyr

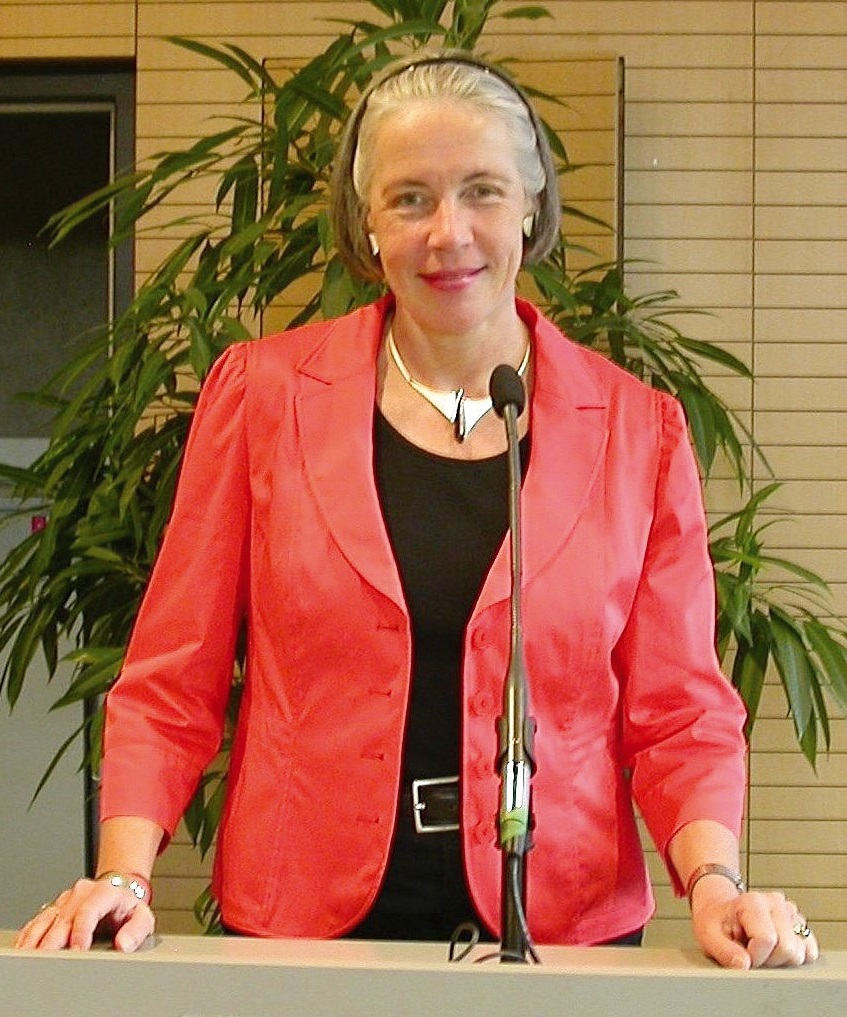
Barbara Neymeyr, Universität Klagenfurt (2014)

Barbara Neymeyr (* 1961 in Hannover) ist eine deutsche Literaturwissenschaftlerin und Philosophin. Sie lehrt als Professorin für Neuere Deutsche Literatur an der Universität Klagenfurt. Ihre Forschungsschwerpunkte liegen in der deutschsprachigen Literatur vom 18. bis 20. Jahrhundert und in der Philosophie des 19. Jahrhunderts.

## Leben
Barbara Neymeyr studierte von 1980 bis 1986 Philosophie, Germanistik, Latinistik und Pädagogik an der Universität Münster. Nach dem Staatsexamen wechselte sie an die Universität Freiburg und promovierte 1993 mit einer philosophischen Dissertation über die Ästhetik Arthur Schopenhauers. Im Jahre 2000 habilitierte sie sich mit einer Abhandlung zu Robert Musil für das Fach Neuere Deutsche Literatur. Mehrere Stipendiengeber förderten ihre Arbeit, insbesondere die Studienstiftung des deutschen Volkes und die Dr. Meyer-Struckmann-Stiftung.
Nach sechsjähriger Tätigkeit als Oberassistentin und Hochschuldozentin am Deutschen Seminar der Universität Freiburg arbeitete sie von 2008 bis 2013 als Wissenschaftliche Kommentatorin und Teilprojektleiterin im interdisziplinären Forschungsprojekt Nietzsche-Kommentar der Heidelberger Akademie der Wissenschaften. Hier verfasste sie den zweibändigen Kommentar zu Friedrich Nietzsches Unzeitgemässen Betrachtungen, bis sie im April 2013 auf den Lehrstuhl für Neuere Deutsche Literatur am Institut für Germanistik der Universität Klagenfurt berufen wurde.
Forschungsschwerpunkte von Barbara Neymeyr liegen in der deutschsprachigen Literatur vom 18. bis 20. Jahrhundert und in der Philosophie des 19. Jahrhunderts. Ihre Publikationen sind teilweise transdisziplinär ausgerichtet und beziehen kulturhistorische Horizonte von der Antike bis zur Moderne mit ein. Gemeinsam mit den Freiburger Kollegen Jochen Schmidt und Bernhard Zimmermann veröffentlichte sie 2008 zwei Bücher zur Stoizismus-Rezeption (mit sechs eigenen Beiträgen). Dieses Werk wurde im März 2009 auf die Bestenliste „Sachbücher“ der Süddeutschen Zeitung und des Norddeutschen Rundfunks gewählt.

## Publikationen (Auswahl)
Monographien
- Ästhetische Autonomie als Abnormität. Kritische Analysen zu Schopenhauers Ästhetik im Horizont seiner Willensmetaphysik. (= Quellen und Studien zur Philosophie, Bd. 42) Walter de Gruyter, Berlin/New York 1996, ISBN 3-11-015229-0.
- Konstruktion des Phantastischen. Die Krise der Identität in Kafkas „Beschreibung eines Kampfes“. (= Beiträge zur neueren Literaturgeschichte, Bd. 206) Universitätsverlag Winter, Heidelberg 2004, ISBN 3-8253-1554-1.
- Psychologie als Kulturdiagnose. Musils Epochenroman „Der Mann ohne Eigenschaften“. (= Beiträge zur neueren Literaturgeschichte, Bd. 218) Universitätsverlag Winter, Heidelberg 2005, ISBN 3-8253-5056-8.
- Utopie und Experiment. Zur Literaturtheorie, Anthropologie und Kulturkritik in Musils Essays. (= Beiträge zur neueren Literaturgeschichte, Bd. 265) Universitätsverlag Winter, Heidelberg 2009, ISBN 978-3-8253-5637-8.
- Intertextuelle Transformationen: Goethes „Werther“, Büchners „Lenz“ und Hauptmanns „Apostel“ als produktives Spannungsfeld. (= Beiträge zur neueren Literaturgeschichte, Bd. 300) Universitätsverlag Winter, Heidelberg 2012, ISBN 978-3-8253-6044-3.
- E.T.A. Hoffmann: „Der Sandmann“. (= Schroedel Interpretationen, Bd. 27) Schroedel, Braunschweig 2014, ISBN 978-3-507-47725-4.
- Kommentar zu Nietzsches „Unzeitgemässen Betrachtungen“. I. „David Strauss der Bekenner und der Schriftsteller“. II. „Vom Nutzen und Nachtheil der Historie für das Leben“. (= Historischer und kritischer Kommentar zu Friedrich Nietzsches Werken, hrsg. von der Heidelberger Akademie der Wissenschaften, Bd. 1/2) De Gruyter, Berlin/Boston 2020, ISBN 978-3-11-028682-3.
- Kommentar zu Nietzsches „Unzeitgemässen Betrachtungen“. III. „Schopenhauer als Erzieher“. IV. „Richard Wagner in Bayreuth“. (= Historischer und kritischer Kommentar zu Friedrich Nietzsches Werken, hrsg. von der Heidelberger Akademie der Wissenschaften, Bd. 1/4) De Gruyter, Berlin/Boston 2020, ISBN 978-3-11-067789-8.
- Schillers Moralästhetik als verfehlte Kant-Kritik und die 'Kalokagathia'-Idee. (= Literatur und Philosophie, Bd. 6) Verlag Karl Alber, Baden-Baden 2023, ISBN 978-3-495-99402-3.

Herausgeberschaften
- Stoizismus in der europäischen Philosophie, Literatur, Kunst und Politik. Eine Kulturgeschichte von der Antike bis zur Moderne. 2 Bde. Hrsg. mit Jochen Schmidt und Bernhard Zimmermann. Walter de Gruyter, Berlin/New York 2008, ISBN 978-3-11-020405-6.
- Nietzsche als Philosoph der Moderne. Hrsg. mit Andreas Urs Sommer. Universitätsverlag Winter, Heidelberg 2012, ISBN 978-3-8253-5812-9.
- Georg Büchner. (= Neue Wege der Forschung) Wissenschaftliche Buchgesellschaft, Darmstadt 2013, ISBN 978-3-534-24527-7.
- Robert Musil im Spannungsfeld zwischen Psychologie und Phänomenologie. Hrsg. mit Artur R. Boelderl. (= Untersuchungen zur deutschen Literaturgeschichte, Bd. 170) De Gruyter, Berlin/Boston 2024. ISBN 978-3-11-098835-2.

Werk-Editionen
- E.T.A. Hoffmann: Die Abentheuer der Sylvester-Nacht. Stuttgart, Reclam 2005. (UB 18385). Nachdruck 2014. – Nachwort: S. 63–92. ISBN 978-3-15-018385-4.
- Arthur Schnitzler: Spiel im Morgengrauen. Stuttgart, Reclam 2006. (UB 18428). Nachdruck 2014. 2. Auflage 2017. – Nachwort: S. 113–134. ISBN 978-3-15-018428-8.
- Arthur Schnitzler: Flucht in die Finsternis. Stuttgart, Reclam 2006. (UB 18459). Nachdruck 2014. – Nachwort: S. 122–143. ISBN 978-3-15-018459-2.

Abhandlungen und Artikel
- Etwa 100 literaturwissenschaftliche und philosophische Abhandlungen und Artikel in Fachzeitschriften und Sammelbänden zu den Themenfeldern Literatur, Philosophie, Ästhetik, Kulturkritik, Literaturtheorie, Intertextualität, Intermedialität, literarische Psychologie, Phantastik, Antike-Rezeption, Mythen-Transformation.
Diese Arbeiten enthalten Analysen zu Werken von Fleming, Winckelmann, Goethe, Schiller, Tieck, E.T.A. Hoffmann, Heine, Büchner, Keller, Stifter, Hauptmann, Georg Heym, Rilke, Trakl, Benn, Brecht, Döblin, Thomas Mann, Kafka, Musil, Schnitzler, Stefan Zweig, Joseph Roth, Markus Werner sowie Kant, Schopenhauer, Nietzsche, Adorno.